# Orlen
Polski Koncern Naftowy Orlen S.A. (zkráceně PKN Orlen) je polská petrochemická společnost. S obratem 373 mld. PLN (asi 2160 mld. Kč) je pak největší nejen v Polsku, ale v celé Visegrádské skupině. Kromě Polska působí v Česku (mj. majoritní vlastník Unipetrolu a Spolany), Německu, Rakousku, na Slovensku a v Litvě. Akcie společnosti jsou obchodovány na Varšavské burze, polský stát drží 49,90 % akcií.
Koncern vznikl v roce 1999 sloučením chemičky Petrochemia Płock a největšího polského prodejce pohonných hmot Centrala Produktów Naftowych, obě společnosti vznikly v 50. letech 20. století. Nový podnik byl pojmenován Polski Koncern Naftowy a několik měsíců později byla ke jménu přidána značka Orlen (novotvar vzniklý z „orzeł“ (polsky orel) a „energia“ (polsky energie)).
Společnost Orlen vyplatí za rok 2023 dividendu ve výši 4,15 PLN na akcii. Celková hodnota dividendy činí 4 817 909,5 tis. zlotých. Dividendový výnos činí 6,82 %. Poslední kotace nároku na dividendu proběhla 18. září 2024 a datum výplaty dividendy bylo stanoveno na 20. prosince 2024.